# Mycousteria morulinae
Mycousteria morulinae är en svampart som först beskrevs av Bat. & H. Maia, och fick sitt nu gällande namn av M.L. Farr 1986. Mycousteria morulinae ingår i släktet Mycousteria, divisionen sporsäcksvampar och riket svampar.   Inga underarter finns listade i Catalogue of Life.